# Sanaga
De Sanaga is een lange rivier in Kameroen (West-Afrika) die uitmondt in de Golf van Guinee in de Atlantische Oceaan. De rivier heeft een lengte van 918 km, en haar stroomgebied heeft een oppervlakte van 140.000 km², een kwart van het totale landoppervlak van Kameroen. De rivier stroomt door vier van de tien regio's (provincies) van Kameroen: Adamaoua, Est, Centre en Littoral.

## Geografie
De bronnen van de Sanaga bevinden zich in het Hoogland van Adamaoua, waar zij de naam Djérem draagt tot de samenvloeiing met de Lom, op de grens van het natuurreservaat Pangar Djerem. Het eerste deel van de rivier is afgedamd bij het Mbakaoumeer. De rivier stroomt in zuidwestelijke richting om uiteindelijk uit te monden in de Golf van Guinee, in de buurt van de stad Douala. De belangrijkste zijrivier van de Sanaga is de Mbam, die een lengte heeft van 425 km.
De Sanaga stroomt langs de steden Mbargué, Bélabo, Nanga Eboko en Edéa. De treinen van Camrail maken gebruik van een spoorbrug ter hoogte van Edéa om de rivier over te steken.
Aan de monding van de rivier is het omliggende natuurlandschap beschermd als deel van het nationaal park Douala Edéa.

## Hydrometrie
Het debiet van de rivier is gedurende 38 jaar (1943-1980) geregistreerd in Edéa, een stad die zich op zo'n 70 km van de riviermonding bevindt. Ter hoogte van Edéa was het gemiddelde jaarlijkse debiet in de geobserveerde periode 1985 m³/s voor een stroomgebied van 131.520 km², ongeveer 94% van het totale stroomgebied van de rivier.
| Gemiddeld debiet per maand (in m³/s) tussen 1943 en 1980                      |
| ----------------------------------------------------------------------------- |
|                                                                               |
| Bron: UNH /GDRC - Composite Runoff Fields V1.0 - Water Systems Analysis Group |

## Waterkracht
In 2018 is de bouw gestart van de Nachtigal waterkrachtcentrale. De oplevering staat gepland voor 2024. Er komen zeven Francisturbines met een totale capaciteit van 420 megawatt (MW). Eenmaal gereed is het de grootste elektriciteitscentrale van het land. De centrale ligt op zo'n 50 kilometer ten noorden van de hoofdstad Yaoundé.